# Borckenstein GmbH
Die Borckenstein GmbH, vormals Borckenstein AG und davor G. Borckenstein & Sohn AG, war ein österreichischer Garnhersteller mit Sitz in Neudau.  Nach dem Erwerb 1830/1831 der Baumwollspinnerei in Burgau, die 1789 als erste in Kontinentaleuropa errichtet worden war, begann das Unternehmen die Textilproduktion. Zuletzt war es ein Tochterunternehmen der italienischen Fil Man Made Group (FMMG), über dessen Vermögen zu Anfang 2019 ein Konkursverfahren eröffnet wurde.

## Geschichte

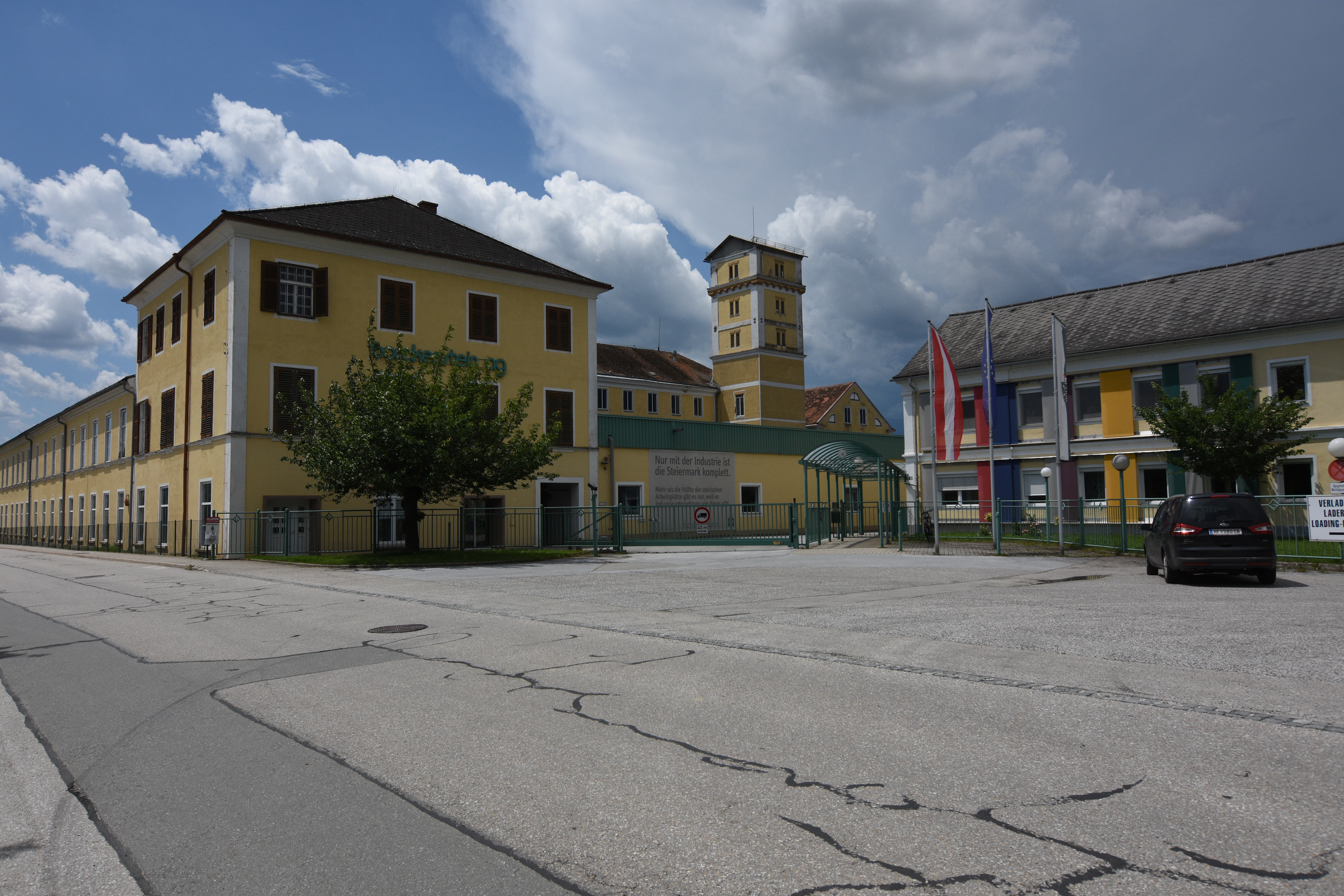
Borckenstein GmbH

### Die Anfänge
1789 hat Graf Karl Batthyány (1737–1821) in Burgau – die Herrschaft Burgau gehörte damals zum Herrschaftsbereich Güssing der Batthyány – die erste mechanische Baumwollspinnerei Österreich-Ungarns errichtet, und anscheinend war es die erste am Kontinent außerhalb Großbritanniens. Im Auftrag des Grafen, der um 1775 kaiserlicher Botschafter in London war und die neue Spinntechnik in England kennengelernt hatte, und eines von ihm gegründeten Konsortiums wurden zwei der neuartigen Baumwoll-Streckmaschinen und eine mechanische Spinnmaschine (864 Spindeln samt allen Vorwerken) von England nach Hamburg verschifft – darauf stand im Vereinigten Königreich die Todesstrafe! Von dort wurden sie abenteuerlich und unter großen Gefahren auf Ochsen- und Pferdewagen 1.400 km weit in die Oststeiermark transportiert. Von Anbeginn wurde damit in Burgau produziert, wie Aufzeichnungen im Steiermärkischen Landesarchiv in Graz belegen: In den Jahren 1789–1794 wurden für die Gründung 23.159 Gulden und für den Kauf von Baumwolle 17.166 Gulden ausgegeben. Weiters wurden verbucht: Einnahmen 36.025 Gulden, Ausgaben 32.678 Gulden, Nutzen 3.346 Gulden. Bis Ende 1797 erwirtschaftete die Fabrik einen Reingewinn von über 9.500 Gulden. Wegen der Franzosenkriege, der schwierigen Rohstoffbeschaffung und der zunehmenden Konkurrenz aus dem Wiener Raum, auch wegen fehlender Facharbeiter, musste der Betrieb 1808 eingestellt werden. Die Fabrik war daraufhin längere Zeit außer Betrieb und wechselte mehrfach den Eigentümer, ohne wieder in Gang zu kommen.

### Georg Borckenstein
1830/1831 erwarb Georg Borckenstein (1787–1863) die Fabriksanlagen. Nach einer Erweiterung und Erneuerung der Gebäude und dem Kauf neuer Maschinen ging die Fabrik bereits 1834/35 mit 3.080 Feinspindeln in regelmäßigen Betrieb. 1843 wurde eine geplante Vergrößerung vom Burgauer Gemeinderat abgelehnt, weil die damit verbundenen und von der Gemeinde zu tragenden Soziallasten (Alterspension etc.) nicht tragbar erschienen. So wurde 1845 im nur 4 km von Burgau entfernten Neudau die Hackenschmiede (Eisenhammer) am Lobenbach mit allen Wasserrechten gekauft und bis 1850 zu einem Zweitwerk mit zwei- und dreistöckigen Gebäuden für 47 Karden, 3 Schleifmaschinen, 4 Strecken, 26 Vorspinnmaschinen mit 2.554 Spindeln, 14 Selfaktoren mit 9.486 und 10 Ringspinnmaschinen mit 3.504 Feinspindeln ausgebaut. Die benötigten rund 500 Tonnen Baumwolle wurden mit Pferdefuhrwerken aus Triest antransportiert.
Georg Borckenstein stammte aus der Schweiz. Eine amtliche Aufstellung „Protokollierte Firmen“ nennt ihn nicht nur einen k.k. privilegierten Garngroßhändler zu Wien und Eigentümer der Baumwoll-Spinnfabriken zu Burgau und Neudau, sondern auch Intereressent und Directions-Mitglied der Klein-Neusiedler Papierfabrik, k.k. Börserath, Censor der privilegierten österreichischen Nationalbank und Ausschuss-Mitglied des k.k. privilegierten Großhandlungsgremiums. Seiner Verdienste wegen wurde er in den (persönlichen) Ritterstand des kaiserlich österreichischen Franz-Joseph-Ordens erhoben.

### G. Borckenstein & Sohn
1853 trat Georgs Sohn Carl Philipp Borckenstein (1823–1887) als öffentlicher Gesellschafter in die Firma ein, die seitdem als „G. Borckenstein & Sohn“ firmierte, und wurde nach dem Tod seines Vaters 1863 der Alleineigentümer. Eigentümer nach ihm wurden 1887 seine Söhne George (1860–1913) und Eduard (1863–1938), und nach dem Ausscheiden Eduards wurde das Unternehmen von seinem Sohn Rudolf Borckenstein-Quirini (1904–1988) geführt.
In den 1880er Jahren beschäftigte der Betrieb knapp 200 Arbeiter beiderlei Geschlechts. Die bis dahin in Burgau verbliebenen Spinnmaschinen wurden in den Jahren 1907–1909 nach Neudau verlagert, 1920 auch die Zwirnerei. Unter anderem für die 1920 in Neudau errichtete Mollino-Weberei mit 60 Webstühlen wurde 1922 in Burgau neben der Garnbleiche eine Garnfärberei eingerichtet. Um 1960 wurde die Weberei vergrößert und modernisiert, auch zur Buntweberei mit einer Ausrüstungsanlage ausgestaltet, aber schon 1967 wieder geschlossen. 1987 wurden in Burgau die alten Fabriksgebäude geschleift und Wiesen angelegt.

### Mehrheitseigentümer Seutter & Co. OHG

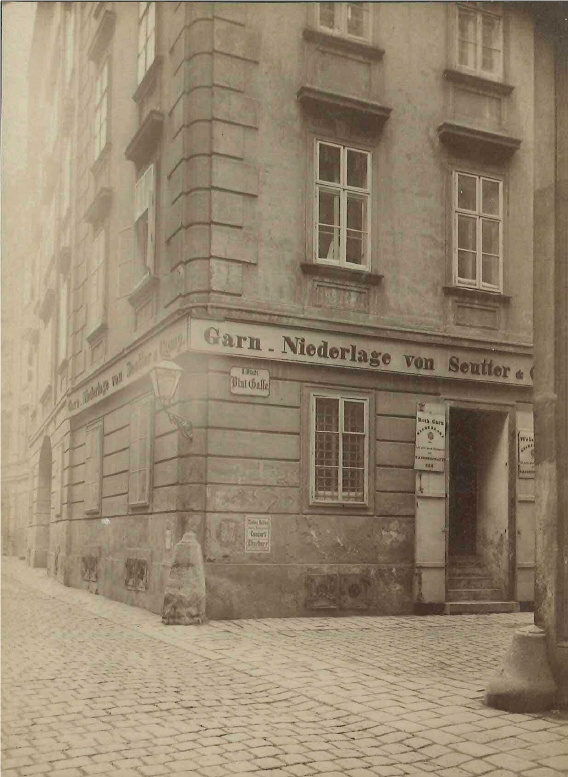
„Garn-Niederlage“ von Seutter & Co. in Wien I., Domgasse 4, Ecke Blutgasse. Später waren dort Büros der G. Borckenstein & Sohn AG.

In der Wirtschaftskrise der 1920er-Jahre kam das Unternehmen in finanzielle Schwierigkeiten und Erich Seutter von Loetzen (1890–1965) wurde zum Verwalter bestimmt. Er war Chef der Baumwoll- und Garnhandelsfirma Seutter & Co. und der Baumwollspinnerei in Untereggendorf bei Wiener Neustadt, und er war Enkel des Firmengründers Carl Friedrich Seutter von Loetzen (1820–1892). Dieser war nach seiner Ausbildung in Prag 1850 nach Wien gekommen, wo er schon 1851 als Prokurist und Gesellschafter der Baumwollgarnhandlung L. E. Smekal & Co. mit Sitz im Trentinerhof in Wien I., Domgasse 4, eingetragen wurde. Nach dem Tod von Louis E. Smekal (1805–1857) waren die Witwe Emilie Smekal, geb. Thielen (1810–1876), und ihre beiden Töchter Louise und Emilie zu Jahresende 1860 als (offene) Gesellschafter des Unternehmens ausgeschieden und ab 1. Jänner 1861 hieß die Firma Seutter & Co. Mit dem Ausscheiden 1873 von Herrn Verdan als Prokurist und Gesellschafter wurde Carl Friedrich von Seutter der Alleininhaber. Die Erbin Emilie Smekal (1839–1924), die Carl Philipp Borckenstein (1823–1887) geheiratet hatte, wurde vor 1908 von Carl Friedrichs Sohn Hermann Seutter von Loetzen (1863–1908) ausbezahlt, und auch ihre Anteile wurden von Seutter & Co. übernommen. 1923/24 bezog dann das junge Ehepaar Erich und Helene Seutter-Loetzen die ehemalige Borckensteinwohnung in der Ölzeltgasse.
Borckenstein und Seutter hatten in mehreren Generationen eine enge Familien- und Geschäftsbeziehung! Daher war es Erich Seutter-Loetzen wichtig, mit eigenem Geld und dem seiner Frau und seines Bruders einen Dollarkredit zu gewähren und 1924/25 den Borckenstein-Konkurs abzuwenden. Die Firma wurde dann 1927/1928 in eine Aktiengesellschaft umgewandelt, um so die Minderheitsrechte der ehemaligen Alleineigentümer besser schützen zu können. 1933, nachdem der Mitaktionär Sicmat Triest, ein Baumwollspediteur, seine Aktien an Seutter & Co. verkauft hatte, erlangte diese die Aktienmajorität. Als Firmenchef gewährte Erich Seutter von Loetzen (1890–1965) den Mitarbeitern der Firma günstige Konditionen für den Bau von Einfamilienhäusern am Areal der Erich-Seutter-Siedlung in Neudau. Und er sorgte dafür, dass der Firmenname G. Borckenstein & Sohn beibehalten wurde und dass Eduard Borckenstein den Vorstandsvorsitz innehielt, bis ihm nach seinem Ausscheiden Erich von Seutter darin nachfolgte.

### G. Borckenstein & Sohn AG
1979 fusionierte die G. Borckenstein & Sohn AG mit der Seutter & Co. OHG, denn das Haftungsrisiko der offenen Gesellschafter war zusehends untragbar geworden. Die Aktien blieben mehrheitlich im Eigentum der Gruppe Seutter und Standorte waren in Wien, Eggendorf und Neudau. In der Folge übersiedelte auch die Verkaufsabteilung von Wien nach Neudau. 1985 übernahm Rudolfs Sohn Dkfm. Wolfgang Borckenstein-Quirini (1938–2005) den Vorstandsvorsitz; 2001 wurde er Präsident des Aufsichtsrates.

### Borckenstein AG
1991 wurden zwei Drittel der Seutter-Aktien an die Mitaktionäre Borckenstein-Quirini und Hauser verkauft und im Jahr 2000 wurde die G. Borckenstein & Sohn AG in Borckenstein AG umbenannt. Die ehemals Seutter'sche Spinnerei in Eggendorf wurde 2003 geschlossen und 2009 komplett geschliffen. 2008 wurden sämtliche Anteile zu einem nicht genannten Preis an die EOSS Beteiligungs GmbH unter Führung von Herbert Paierl und Peter Blaschitz veräußert. Das Unternehmen erzielte zum damaligen Zeitpunkt mit 450 Mitarbeitern einen Jahresumsatz von rund 73 Mio. Euro und galt als größter industrieller Arbeitgeber der Region Hartberg.

### Borckenstein GmbH
2010 wurde die Borckenstein AG in eine GmbH gleichen Namens umgewandelt und 2013 übernahm der italienische Textilkonzern Fil Man Made Group s.r.l. (FMMG) 90 Prozent der Geschäftsanteile. Im Juni 2015 schied der Minderheitsgesellschafter EOSS aus. Seitdem war die Borckenstein GmbH eine hundertprozentige Tochter der FMMG, die aber schon am 10. Februar 2016 Insolvenz beantragen musste. Der Eigentümer legte einen Sanierungsplan vor. Im März 2016 meldete auch das Tochterunternehmen HiTex Insolvenz an. Im Juni 2016 einigte sich die Borckenstein GmbH mit ihren Gläubigern auf einen Sanierungsplan, der die Zahl der Mitarbeitenden von 286 auf 152 und die Produktion auf Spezialprodukte im Bereich Garn und Zwirn reduziert.
Anfang 2019 meldete das Unternehmen erneut Insolvenz an. Im Februar 2019 teilte der Masseverwalter mit, dass der Betrieb mit Ende Februar 2019 eingestellt werden müsste, da sich kein Investor oder Käufer fand. Betroffen waren 120 Mitarbeiter. Am 22. Jänner 2020 berichtete die Kleine Zeitung, dass eine Immobiliengesellschaft die gesamten Neudauer Liegenschaften der seit knapp einem Jahr leer gestandenen ehemaligen Borckenstein GmbH gekauft und Pläne für die Errichtung eines Gewerbeparks präsentiert hatte. In der Folge wurde am 13. Dezember 2022 berichtet, dass auf den Dächern der ehemaligen Borckenstein-Betriebsgebäude in Neudau die größte auf Dächern errichtete Photovoltaikanlage der Steiermark eröffnet wurde.

## Auszeichnungen
Im Jahr 1988 wurde der Firma Borckenstein das Steirische Wappen zur Verwendung im Schriftverkehr verliehen und 2012 wurde der Betrieb als Ökoprofit-Betrieb ausgezeichnet.